# Manzini
Manzini är den största staden i kungadömet Swaziland, med en population på cirka 94 900 (2010). Staden var känd som Bremersdorp till 1960. Manzini är huvudstad i distriktet Manzini.